# Liste des municipalités de l'Ohio
L'État américain de l'Ohio est divisé en 938 municipalités.
Les municipalités de l'Ohio qui comptent 5 000 habitants (ou électeurs inscrits sur les listes électorales) ou plus ont le statut de « ville » (en anglais : city) tandis que les autres municipalités ont le statut de « village » (en anglais : village). Cette catégorisation se fait à l'issue de chaque recensement fédéral, tous les dix ans. Les étudiants et les détenus ne sont pas pris en compte dans le calcul de ce seuil s'ils résident dans une autre municipalité selon les registres de leur université ou leur prison.
Pour créer une nouvelle municipalité, la communauté doit compter au moins 1 600 habitants pour former un village et 25 000 pour créer une ville. Lorsqu'une municipalité recoupe le même territoire qu'un township, le township disparaît et ses compétences sont transférées à la municipalité.

## Liste
- Haut – A
- B
- C
- D
- E
- F
- G
- H
- I
- J
- K
- L
- M
- N
- O
- P
- Q
- R
- S
- T
- U
- V
- W
- X
- Y
- Z

| Nom                    | Comté                         | Type    | Année | Population(2010) |
| ---------------------- | ----------------------------- | ------- | ----- | ---------------- |
| Aberdeen               | Brown                         | Village | 1816  | 1 638            |
| Ada                    | Hardin                        | Village | 1853  | 5 952            |
| Adamsville             | Muskingum                     | Village | 1864  | 114              |
| Addyston               | Hamilton                      | Village | 1891  | 938              |
| Adelphi                | Ross                          | Village | 1838  | 380              |
| Adena                  | Harrison, Jefferson           | Village | 1907  | 759              |
| Akron                  | Summit                        | Ville   | 1865  | 197 542          |
| Albany                 | Athens                        | Village | 1842  | 828              |
| Alexandria             | Licking                       | Village | 1839  | 517              |
| Alger                  | Hardin                        | Village | 1896  | 860              |
| Alliance               | Mahoning, Stark               | Ville   | 1854  | 22 322           |
| Amanda                 | Fairfield                     | Village | 1903  | 737              |
| Amberley               | Hamilton                      | Village | 1946  | 3 585            |
| Amelia                 | Clermont                      | Village | 1900  | 4 801            |
| Amesville              | Athens                        | Village | 1811  | 154              |
| Amherst                | Lorain                        | Ville   | 1872  | 12 021           |
| Amsterdam              | Jefferson                     | Village | 1904  | 511              |
| Andover                | Ashtabula                     | Village | 1883  | 1 145            |
| Anna                   | Shelby                        | Village | 1877  | 1 567            |
| Ansonia                | Darke                         | Village | 1867  | 1 174            |
| Antioch                | Monroe                        | Village | 1896  | 86               |
| Antwerp                | Paulding                      | Village | 1864  | 1 736            |
| Apple Creek            | Wayne                         | Village | 1867  | 1 173            |
| Aquilla                | Geauga                        | Village | 1947  | 340              |
| Arcadia                | Hancock                       | Village | 1859  | 590              |
| Arcanum                | Darke                         | Village | 1859  | 2 129            |
| Archbold               | Fulton                        | Village | 1866  | 4 346            |
| Arlington              | Hancock                       | Village | 1837  | 745              |
| Arlington Heights      | Hamilton                      | Village | 1889  | 1 455            |
| Ashland                | Ashland                       | Ville   | 1913  | 20 362           |
| Ashley                 | Delaware                      | Village | 1855  | 1 330            |
| Ashtabula              | Ashtabula                     | Ville   | 1892  | 19 124           |
| Ashville               | Pickaway                      | Village | 1882  | 4 097            |
| Athalia                | Lawrence                      | Village | 1887  | 373              |
| Athens                 | Athens                        | Ville   | 1811  | 23 832           |
| Attica                 | Seneca                        | Village | 1833  | 899              |
| Aurora                 | Portage                       | Ville   | 1961  | 15 548           |
| Avon                   | Lorain                        | Ville   | 1917  | 21 193           |
| Avon Lake              | Lorain                        | Ville   | 1917  | 22 581           |
| Bailey Lakes           | Ashland                       | Village | 1962  | 371              |
| Bainbridge             | Ross                          | Village | 1838  | 860              |
| Bairdstown             | Wood                          | Village | 1874  | 130              |
| Baltic                 | Coshocton, Holmes, Tuscarawas | Village | 1903  | 795              |
| Baltimore              | Fairfield                     | Village | 1833  | 2 966            |
| Barberton              | Summit                        | Ville   | 1891  | 26 550           |
| Barnesville            | Belmont                       | Village | 1835  | 4 193            |
| Barnhill               | Tuscarawas                    | Village | 1924  | 396              |
| Batavia                | Clermont                      | Village | 1814  | 1 509            |
| Batesville             | Noble                         | Village | 1895  | 71               |
| Bay View               | Erie                          | Village | 1951  | 632              |
| Bay Village            | Cuyahoga                      | Ville   | 1950  | 15 651           |
| Beach City             | Stark                         | Village | 1890  | 1 033            |
| Beachwood              | Cuyahoga                      | Ville   | 1915  | 11 953           |
| Beallsville            | Monroe                        | Village | 1856  | 409              |
| Beaver                 | Pike                          | Village | 1900  | 449              |
| Beavercreek            | Greene                        | Ville   | 1980  | 45 193           |
| Beaverdam              | Allen                         | Village | 1898  | 382              |
| Bedford                | Cuyahoga                      | Ville   | 1837  | 13 074           |
| Bedford Heights        | Cuyahoga                      | Ville   | 1961  | 10 751           |
| Bellaire               | Belmont                       | Village | 1857  | 4 278            |
| Bellbrook              | Greene                        | Ville   | 1974  | 6 943            |
| Belle Center           | Logan                         | Village | 1851  | 813              |
| Belle Valley           | Noble                         | Village | 1915  | 223              |
| Bellefontaine          | Logan                         | Ville   | 1835  | 13 370           |
| Bellevue               | Erie, Huron, Sandusky         | Ville   | 1851  | 8 202            |
| Bellville              | Richland                      | Village | 1841  | 1 918            |
| Belmont                | Belmont                       | Village | 1887  | 453              |
| Belmore                | Putnam                        | Village | 1885  | 143              |
| Beloit                 | Mahoning                      | Village | 1902  | 978              |
| Belpre                 | Washington                    | Ville   | 1961  | 6 441            |
| Bentleyville           | Cuyahoga                      | Village | 1831  | 864              |
| Benton Ridge           | Hancock                       | Village | 1876  | 299              |
| Berea                  | Cuyahoga                      | Ville   | 1836  | 19 093           |
| Bergholz               | Jefferson                     | Village | 1903  | 664              |
| Berkey                 | Lucas                         | Village | 1915  | 237              |
| Berlin Heights         | Erie                          | Village | 1897  | 714              |
| Bethel                 | Clermont                      | Village | 1851  | 2 711            |
| Bethesda               | Belmont                       | Village | 1911  | 1 256            |
| Bettsville             | Seneca                        | Village | 1838  | 661              |
| Beverly                | Washington                    | Village | 1843  | 1 313            |
| Bexley                 | Franklin                      | Ville   | 1931  | 13 057           |
| Blakeslee              | Williams                      | Village | 1895  | 96               |
| Blanchester            | Clinton, Warren               | Village | 1865  | 4 243            |
| Bloomdale              | Wood                          | Village | 1887  | 678              |
| Bloomingburg           | Fayette                       | Village | 1847  | 938              |
| Bloomingdale           | Jefferson                     | Village | 1848  | 202              |
| Bloomville             | Seneca                        | Village | 1874  | 956              |
| Blue Ash               | Hamilton                      | Ville   | 1955  | 12 114           |
| Bluffton               | Allen, Hancock                | Village | 1861  | 4 125            |
| Bolivar                | Tuscarawas                    | Village | 1901  | 994              |
| Boston Heights         | Summit                        | Village | 1923  | 1 300            |
| Botkins                | Shelby                        | Village | 1882  | 1 155            |
| Bowerston              | Harrison                      | Village | 1883  | 398              |
| Bowersville            | Greene                        | Village | 1895  | 312              |
| Bowling Green          | Wood                          | Ville   | 1855  | 30 028           |
| Bradford               | Miami                         | Village | 1872  | 1 842            |
| Bradner                | Wood                          | Village | 1876  | 985              |
| Brady Lake             | Portage                       | Village | 1927  | 464              |
| Bratenahl              | Cuyahoga                      | Village | 1914  | 1 197            |
| Brecksville            | Cuyahoga                      | Ville   | 1960  | 13 656           |
| Bremen                 | Fairfield                     | Village | 1870  | 1 425            |
| Brewster               | Stark                         | Village | 1910  | 2 112            |
| Brice                  | Franklin                      | Village | 1965  | 114              |
| Bridgeport             | Belmont                       | Village | 1836  | 1 831            |
| Broadview Heights      | Cuyahoga                      | Ville   | 1927  | 19 400           |
| Brook Park             | Cuyahoga                      | Ville   | 1960  | 19 212           |
| Brooklyn               | Cuyahoga                      | Ville   | 1951  | 11 169           |
| Brooklyn Heights       | Cuyahoga                      | Village | 1903  | 1 543            |
| Brookside              | Belmont                       | Village | 1905  | 632              |
| Brookville             | Montgomery                    | Ville   | 1874  | 5 884            |
| Broughton              | Paulding                      | Village | 1890  | 120              |
| Brunswick              | Medina                        | Ville   | 1960  | 34 255           |
| Bryan                  | Williams                      | Ville   | 1941  | 8 545            |
| Buchtel                | Athens, Hocking               | Village | 1900  | 558              |
| Buckeye Lake           | Fairfield, Licking            | Village | 1981  | 2 746            |
| Buckland               | Auglaize                      | Village | 1873  | 233              |
| Bucyrus                | Crawford                      | Ville   | 1822  | 12 362           |
| Burbank                | Wayne                         | Village | 1865  | 207              |
| Burgoon                | Sandusky                      | Village | 1910  | 172              |
| Burkettsville          | Darke, Mercer                 | Village | 1902  | 244              |
| Burton                 | Geauga                        | Village | 1895  | 1 452            |
| Butler                 | Richland                      | Village | 1848  | 933              |
| Butlerville            | Warren                        | Village | 1851  | 163              |
| Byesville              | Guernsey                      | Village | 1882  | 2 438            |
| Cadiz                  | Harrison                      | Village | 1804  | 3 353            |
| Cairo                  | Allen                         | Village | 1875  | 524              |
| Caldwell               | Noble                         | Village | 1853  | 1 748            |
| Caledonia              | Marion                        | Village | 1874  | 577              |
| Cambridge              | Guernsey                      | Ville   | 1895  | 10 635           |
| Camden                 | Preble                        | Village | 1831  | 2 046            |
| Campbell               | Mahoning                      | Ville   | 1926  | 8 235            |
| Canal Fulton           | Stark                         | Ville   | 1840  | 5 479            |
| Canal Winchester       | Fairfield, Franklin           | Ville   | 1866  | 7 101            |
| Canfield               | Mahoning                      | Ville   | 1846  | 7 515            |
| Canton                 | Stark                         | Ville   | 1854  | 72 683           |
| Cardington             | Morrow                        | Village | 1857  | 2 047            |
| Carey                  | Wyandot                       | Village | 1858  | 3 674            |
| Carlisle               | Montgomery, Warren            | Village | 1958  | 4 915            |
| Carroll                | Fairfield                     | Village | 1859  | 524              |
| Carrollton             | Carroll                       | Village | 1876  | 3 241            |
| Casstown               | Miami                         | Village | 1833  | 267              |
| Castalia               | Erie                          | Village | 1946  | 852              |
| Castine                | Darke                         | Village | 1909  | 130              |
| Catawba                | Clark                         | Village | 1868  | 272              |
| Cecil                  | Paulding                      | Village | 1882  | 188              |
| Cedarville             | Greene                        | Village | 1843  | 4 019            |
| Celina                 | Mercer                        | Ville   | 1834  | 10 400           |
| Centerburg             | Knox                          | Village | 1875  | 1 773            |
| Centerville            | Greene, Montgomery            | Ville   | 1830  | 23 999           |
| Centerville            | Gallia                        | Village | 1850  | 103              |
| Chagrin Falls          | Cuyahoga                      | Village | 1844  | 4 104            |
| Chardon                | Geauga                        | Ville   | 1851  | 5 148            |
| Chatfield              | Crawford                      | Village | 1897  | 189              |
| Chauncey               | Athens                        | Village | 1896  | 1 049            |
| Chesapeake             | Lawrence                      | Village | 1908  | 745              |
| Cheshire               | Gallia                        | Village | 1953  | 132              |
| Chesterhill            | Morgan                        | Village | 1896  | 289              |
| Chesterville           | Morrow                        | Village | 1851  | 228              |
| Cheviot                | Hamilton                      | Ville   | 1818  | 8 375            |
| Chickasaw              | Mercer                        | Village | 1891  | 290              |
| Chillicothe            | Ross                          | Ville   | 1838  | 21 901           |
| Chilo                  | Clermont                      | Village | 1960  | 63               |
| Chippewa Lake          | Medina                        | Village | 1925  | 711              |
| Christiansburg         | Champaign                     | Village | 1835  | 526              |
| Cincinnati             | Hamilton                      | Ville   | 1819  | 298 800          |
| Circleville            | Pickaway                      | Ville   | 1836  | 13 314           |
| Clarington             | Monroe                        | Village | 1847  | 384              |
| Clarksburg             | Ross                          | Village | 1872  | 455              |
| Clarksville            | Clinton                       | Village | 1938  | 548              |
| Clay Center            | Ottawa                        | Village | 1947  | 276              |
| Clayton                | Miami, Montgomery             | Ville   | 1942  | 13 209           |
| Cleveland              | Cuyahoga                      | Ville   | 1836  | 388 072          |
| Cleveland Heights      | Cuyahoga                      | Ville   | 1921  | 46 238           |
| Cleves                 | Hamilton                      | Village | 1821  | 3 234            |
| Clifton                | Clark, Greene                 | Village | 1833  | 152              |
| Clinton                | Summit                        | Village | 1904  | 1 214            |
| Cloverdale             | Putnam                        | Village | 1902  | 168              |
| Clyde                  | Sandusky                      | Ville   | 1866  | 6 325            |
| Coal Grove             | Lawrence                      | Village | 1889  | 2 165            |
| Coalton                | Jackson                       | Village | 1903  | 479              |
| Coldwater              | Mercer                        | Village | 1883  | 4 427            |
| College Corner         | Butler, Preble                | Village | 1890  | 407              |
| Columbiana             | Columbiana, Mahoning          | Ville   | 1856  | 6 384            |
| Columbus               | Delaware, Fairfield, Franklin | Ville   | 1834  | 860 090          |
| Columbus Grove         | Putnam                        | Village | 1864  | 2 137            |
| Commercial Point       | Pickaway                      | Village | 1881  | 1 582            |
| Conesville             | Coshocton                     | Village | 1940  | 347              |
| Congress               | Wayne                         | Village | 1842  | 185              |
| Conneaut               | Ashtabula                     | Ville   | 1834  | 12 841           |
| Continental            | Putnam                        | Village | 1886  | 1 153            |
| Convoy                 | Van Wert                      | Village | 1875  | 1 085            |
| Coolville              | Athens                        | Village | 1835  | 496              |
| Corning                | Perry                         | Village | 1870  | 583              |
| Cortland               | Trumbull                      | Ville   | 1980  | 7 104            |
| Corwin                 | Warren                        | Village | 1895  | 421              |
| Coshocton              | Coshocton                     | Ville   | 1833  | 11 216           |
| Covington              | Miami                         | Village | 1835  | 2 584            |
| Craig Beach            | Mahoning                      | Village | 1931  | 1 180            |
| Crestline              | Crawford, Richland            | Village | 1858  | 4 630            |
| Creston                | Medina, Wayne                 | Village | 1899  | 2 171            |
| Cridersville           | Auglaize                      | Village | 1870  | 1 852            |
| Crooksville            | Perry                         | Village | 1894  | 2 534            |
| Crown City             | Gallia                        | Village | 1872  | 413              |
| Cumberland             | Guernsey                      | Village | 1832  | 367              |
| Custar                 | Wood                          | Village | 1881  | 179              |
| Cuyahoga Falls         | Summit                        | Ville   | 1920  | 49 652           |
| Cuyahoga Heights       | Cuyahoga                      | Village | 1918  | 638              |
| Cygnet                 | Wood                          | Village | 1889  | 597              |
| Dalton                 | Wayne                         | Village | 1856  | 1 830            |
| Danville               | Knox                          | Village | 1841  | 1 044            |
| Darbyville             | Pickaway                      | Village | 1835  | 222              |
| Dayton                 | Montgomery                    | Ville   | 1805  | 140 599          |
| De Graff               | Logan                         | Village | 1866  | 1 285            |
| Deer Park              | Hamilton                      | Ville   | 1952  | 5 736            |
| Deersville             | Harrison                      | Village | 1883  | 79               |
| Defiance               | Defiance                      | Ville   | 1836  | 16 494           |
| Delaware               | Delaware                      | Ville   | 1816  | 34 753           |
| Dellroy                | Carroll                       | Village | 1882  | 356              |
| Delphos                | Allen, Van Wert               | Ville   | 1851  | 7 101            |
| Delta                  | Fulton                        | Village | 1864  | 3 103            |
| Dennison               | Tuscarawas                    | Village | 1865  | 2 655            |
| Deshler                | Henry                         | Village | 1876  | 1 799            |
| Dexter City            | Noble                         | Village | 1881  | 129              |
| Dillonvale             | Jefferson                     | Village | 1902  | 665              |
| Donnelsville           | Clark                         | Village | 1850  | 304              |
| Dover                  | Tuscarawas                    | Ville   | 1901  | 12 826           |
| Doylestown             | Wayne                         | Village | 1866  | 3 051            |
| Dresden                | Muskingum                     | Village | 1835  | 1 529            |
| Dublin                 | Delaware, Franklin, Union     | Ville   | 1881  | 41 751           |
| Dunkirk                | Hardin                        | Village | 1853  | 875              |
| Dupont                 | Putnam                        | Village | 1888  | 318              |
| East Canton            | Stark                         | Village | 1920  | 1 591            |
| East Cleveland         | Cuyahoga                      | Ville   | 1911  | 17 843           |
| East Liverpool         | Columbiana                    | Ville   | 1833  | 11 195           |
| East Palestine         | Columbiana                    | Village | 1876  | 4 721            |
| East Sparta            | Stark                         | Village | 1939  | 819              |
| Eastlake               | Lake                          | Ville   | 1948  | 18 577           |
| Eaton                  | Preble                        | Ville   | 1836  | 8 407            |
| Edgerton               | Williams                      | Village | 1865  | 2 012            |
| Edison                 | Morrow                        | Village | 1881  | 437              |
| Edon                   | Williams                      | Village | 1874  | 834              |
| Eldorado               | Preble                        | Village | 1800  | 509              |
| Elgin                  | Van Wert                      | Village | 1896  | 57               |
| Elida                  | Allen                         | Village | 1876  | 1 905            |
| Elmore                 | Ottawa, Sandusky              | Village | 1864  | 1 410            |
| Elmwood Place          | Hamilton                      | Village | 1890  | 2 188            |
| Elyria                 | Lorain                        | Ville   | 1833  | 54 533           |
| Empire                 | Jefferson                     | Village | 1885  | 299              |
| Englewood              | Montgomery                    | Ville   | 1914  | 13 465           |
| Enon                   | Clark                         | Village | 1850  | 2 415            |
| Euclid                 | Cuyahoga                      | Ville   | 1931  | 48 920           |
| Evendale               | Hamilton                      | Village | 1951  | 2 767            |
| Fairborn               | Greene                        | Ville   | 1950  | 32 770           |
| Fairfax                | Hamilton                      | Village | 1955  | 1 699            |
| Fairfield              | Butler                        | Ville   | 1955  | 42 510           |
| Fairlawn               | Summit                        | Ville   | 1971  | 7 437            |
| Fairport Harbor        | Lake                          | Village | 1812  | 3 109            |
| Fairview               | Belmont, Guernsey             | Village | 1839  | 83               |
| Fairview Park          | Cuyahoga                      | Ville   | 1910  | 16 826           |
| Farmersville           | Montgomery                    | Village | 1849  | 1 009            |
| Fayette                | Fulton                        | Village | 1872  | 1 283            |
| Fayetteville           | Brown                         | Village | 1869  | 330              |
| Felicity               | Clermont                      | Village | 1839  | 818              |
| Findlay                | Hancock                       | Ville   | 1838  | 41 202           |
| Fletcher               | Miami                         | Village | 1960  | 473              |
| Florida                | Henry                         | Village | 1888  | 232              |
| Flushing               | Belmont                       | Village | 1849  | 879              |
| Forest                 | Hardin                        | Village | 1868  | 1 461            |
| Forest Park            | Hamilton                      | Ville   | 1961  | 18 720           |
| Fort Jennings          | Putnam                        | Village | 1882  | 485              |
| Fort Loramie           | Shelby                        | Village | 1889  | 1 478            |
| Fort Recovery          | Mercer                        | Village | 1858  | 1 430            |
| Fostoria               | Hancock, Seneca, Wood         | Ville   | 1854  | 13 441           |
| Frankfort              | Ross                          | Village | 1828  | 1 064            |
| Franklin               | Warren                        | Ville   | 1814  | 11 771           |
| Frazeysburg            | Muskingum                     | Village | 1868  | 1 326            |
| Fredericksburg         | Wayne                         | Village | 1838  | 423              |
| Fredericktown          | Knox                          | Village | 1850  | 2 493            |
| Freeport               | Harrison                      | Village | 1882  | 369              |
| Fremont                | Sandusky                      | Ville   | 1866  | 16 734           |
| Fulton                 | Morrow                        | Village | 1949  | 258              |
| Fultonham              | Muskingum                     | Village | 1840  | 176              |
| Gahanna                | Franklin                      | Ville   | 1881  | 33 248           |
| Galena                 | Delaware                      | Village | 1922  | 653              |
| Galion                 | Crawford                      | Ville   | 1842  | 10 512           |
| Gallipolis             | Gallia                        | Village | 1790  | 3 641            |
| Gambier                | Knox                          | Village | 1870  | 2 391            |
| Gann                   | Knox                          | Village | 1892  | 125              |
| Garfield Heights       | Cuyahoga                      | Ville   | 1932  | 28 849           |
| Garrettsville          | Portage                       | Village | 1864  | 2 325            |
| Gates Mills            | Cuyahoga                      | Village | 1826  | 2 270            |
| Geneva                 | Ashtabula                     | Ville   | 1866  | 6 215            |
| Geneva-on-the-Lake     | Ashtabula                     | Village | 1927  | 1 288            |
| Genoa                  | Ottawa                        | Village | 1868  | 2 336            |
| Georgetown             | Brown                         | Village | 1819  | 4 331            |
| Germantown             | Montgomery                    | Ville   | 1833  | 5 547            |
| Gettysburg             | Darke                         | Village | 1848  | 513              |
| Gibsonburg             | Sandusky                      | Village | 1880  | 2 581            |
| Gilboa                 | Putnam                        | Village | 1839  | 184              |
| Girard                 | Trumbull                      | Ville   | 1922  | 9 958            |
| Glandorf               | Putnam                        | Village | 1892  | 1 001            |
| Glendale               | Hamilton                      | Village | 1855  | 2 155            |
| Glenford               | Perry                         | Village | 1926  | 173              |
| Glenmont               | Holmes                        | Village | 1903  | 272              |
| Glenwillow             | Cuyahoga                      | Village | 1952  | 923              |
| Gloria Glens Park      | Medina                        | Village | 1931  | 425              |
| Glouster               | Athens                        | Village | 1888  | 1 791            |
| Gnadenhutten           | Tuscarawas                    | Village | 1885  | 1 288            |
| Golf Manor             | Hamilton                      | Village | 1947  | 3 611            |
| Gordon                 | Darke                         | Village | 1899  | 212              |
| Grafton                | Lorain                        | Village | 1887  | 6 636            |
| Grand Rapids           | Wood                          | Village | 1833  | 965              |
| Grand River            | Lake                          | Village | 1832  | 399              |
| Grandview Heights      | Franklin                      | Ville   | 1906  | 6 536            |
| Granville              | Licking                       | Village | 1832  | 5 646            |
| Gratiot                | Licking, Muskingum            | Village | 1939  | 221              |
| Gratis                 | Preble                        | Village | 1817  | 881              |
| Graysville             | Monroe                        | Village | 1854  | 76               |
| Green                  | Summit                        | Ville   | 1988  | 25 699           |
| Green Camp             | Marion                        | Village | 1876  | 374              |
| Green Springs          | Sandusky, Seneca              | Village | 1873  | 1 368            |
| Greenfield             | Highland, Ross                | Village | 1797  | 4 639            |
| Greenhills             | Hamilton                      | Village | 1938  | 3 615            |
| Greenville             | Darke                         | Ville   | 1832  | 13 227           |
| Greenwich              | Huron                         | Village | 1879  | 1 476            |
| Grove City             | Franklin                      | Ville   | 1852  | 35 575           |
| Groveport              | Franklin                      | Ville   | 1847  | 5 363            |
| Grover Hill            | Paulding                      | Village | 1891  | 402              |
| Hamden                 | Vinton                        | Village | 1876  | 879              |
| Hamersville            | Brown                         | Village | 1884  | 546              |
| Hamilton               | Butler                        | Ville   | 1810  | 62 477           |
| Hamler                 | Henry                         | Village | 1888  | 576              |
| Hanging Rock           | Lawrence                      | Village | 1851  | 221              |
| Hanover                | Licking                       | Village | 1874  | 921              |
| Hanoverton             | Columbiana                    | Village | 1836  | 408              |
| Harbor View            | Lucas                         | Village | 1910  | 123              |
| Harpster               | Wyandot                       | Village | 1914  | 204              |
| Harrisburg             | Franklin                      | Village | 1852  | 320              |
| Harrison               | Hamilton                      | Ville   | 1850  | 9 897            |
| Harrisville            | Harrison                      | Village | 1834  | 235              |
| Harrod                 | Allen                         | Village | 1889  | 417              |
| Hartford               | Licking                       | Village | 1866  | 397              |
| Hartville              | Stark                         | Village | 1951  | 2 944            |
| Harveysburg            | Warren                        | Village | 1844  | 546              |
| Haskins                | Wood                          | Village | 1869  | 1 188            |
| Haviland               | Paulding                      | Village | 1892  | 215              |
| Hayesville             | Ashland                       | Village | 1849  | 448              |
| Heath                  | Licking                       | Ville   | 1965  | 10 310           |
| Hebron                 | Licking                       | Village | 1835  | 2 336            |
| Helena                 | Sandusky                      | Village | 1905  | 224              |
| Hemlock                | Perry                         | Village | 1805  | 155              |
| Hicksville             | Defiance                      | Village | 1876  | 3 581            |
| Higginsport            | Brown                         | Village | 1836  | 251              |
| Highland               | Highland                      | Village | 1858  | 254              |
| Highland Heights       | Cuyahoga                      | Ville   | 1921  | 8 345            |
| Highland Hills         | Cuyahoga                      | Village | 1990  | 1 130            |
| Hilliard               | Franklin                      | Ville   | 1962  | 28 435           |
| Hills and Dales        | Stark                         | Village | 1929  | 221              |
| Hillsboro              | Highland                      | Ville   | 1951  | 6 605            |
| Hiram                  | Portage                       | Village | 1903  | 1 406            |
| Holgate                | Henry                         | Village | 1888  | 1 109            |
| Holiday City           | Williams                      | Village | 1997  | 52               |
| Holland                | Lucas                         | Village | 1923  | 1 764            |
| Hollansburg            | Darke                         | Village | 1888  | 227              |
| Holloway               | Belmont                       | Village | 1905  | 338              |
| Holmesville            | Holmes                        | Village | 1892  | 372              |
| Hopedale               | Harrison                      | Village | 1860  | 950              |
| Hoytville              | Wood                          | Village | 1887  | 303              |
| Hubbard                | Trumbull                      | Ville   | 1960  | 7 874            |
| Huber Heights          | Miami, Montgomery             | Ville   | 1981  | 38 101           |
| Hudson                 | Summit                        | Ville   | 1837  | 22 262           |
| Hunting Valley         | Cuyahoga                      | Village | 1924  | 707              |
| Huntsville             | Logan                         | Village | 1940  | 431              |
| Huron                  | Erie                          | Ville   | 1835  | 7 149            |
| Independence           | Cuyahoga                      | Ville   | 1960  | 7 133            |
| Indian Hill            | Hamilton                      | Ville   | 1941  | 5 785            |
| Irondale               | Jefferson                     | Village | 1950  | 387              |
| Ironton                | Lawrence                      | Ville   | 1849  | 11 129           |
| Ithaca                 | Darke                         | Village | 1840  | 136              |
| Jackson                | Jackson                       | Ville   | 1842  | 6 397            |
| Jackson Center         | Shelby                        | Village | 1895  | 1 462            |
| Jacksonburg            | Butler                        | Village | 1835  | 63               |
| Jacksonville           | Athens                        | Village | 1889  | 481              |
| Jamestown              | Greene                        | Village | 1842  | 1 993            |
| Jefferson              | Ashtabula                     | Village | 1836  | 3 120            |
| Jeffersonville         | Fayette                       | Village | 1838  | 1 203            |
| Jenera                 | Hancock                       | Village | 1883  | 221              |
| Jeromesville           | Ashland                       | Village | 1815  | 562              |
| Jerry City             | Wood                          | Village | 1875  | 427              |
| Jerusalem              | Monroe                        | Village | 1800  | 161              |
| Jewett                 | Harrison                      | Village | 1885  | 692              |
| Johnstown              | Licking                       | Village | 1813  | 4 632            |
| Junction City          | Perry                         | Village | 1883  | 819              |
| Kalida                 | Putnam                        | Village | 1834  | 1 542            |
| Kelleys Island         | Erie                          | Village | 1887  | 312              |
| Kent                   | Portage                       | Ville   | 1920  | 28 904           |
| Kenton                 | Hardin                        | Ville   | 1845  | 8 262            |
| Kettering              | Greene, Montgomery            | Ville   | 1955  | 56 163           |
| Kettlersville          | Shelby                        | Village | 1898  | 179              |
| Killbuck               | Holmes                        | Village | 1882  | 817              |
| Kingston               | Ross                          | Village | 1834  | 1 032            |
| Kipton                 | Lorain                        | Village | 1958  | 243              |
| Kirby                  | Wyandot                       | Village | 1872  | 118              |
| Kirkersville           | Licking                       | Village | 1910  | 525              |
| Kirtland               | Lake                          | Ville   | 1971  | 6 859            |
| Kirtland Hills         | Lake                          | Village | 1926  | 646              |
| Lafayette              | Allen                         | Village | 1868  | 445              |
| LaGrange               | Lorain                        | Village | 1825  | 2 103            |
| Lakeline               | Lake                          | Village | 1929  | 226              |
| Lakemore               | Summit                        | Village | 1921  | 3 068            |
| Lakeview               | Logan                         | Village | 1875  | 1 072            |
| Lakewood               | Cuyahoga                      | Ville   | 1911  | 52 131           |
| Lancaster              | Fairfield                     | Ville   | 1831  | 38 780           |
| LaRue                  | Marion                        | Village | 1851  | 747              |
| Latty                  | Paulding                      | Village | 1881  | 193              |
| Laura                  | Miami                         | Village | 1892  | 474              |
| Laurelville            | Hocking                       | Village | 1889  | 527              |
| Lebanon                | Warren                        | Ville   | 1962  | 20 033           |
| Leesburg               | Highland                      | Village | 1866  | 1 314            |
| Leesville              | Carroll                       | Village | 1836  | 158              |
| Leetonia               | Columbiana                    | Village | 1856  | 1 959            |
| Leipsic                | Putnam                        | Village | 1874  | 2 093            |
| Lewisburg              | Preble                        | Village | 1818  | 1 820            |
| Lewisville             | Monroe                        | Village | 1890  | 176              |
| Lexington              | Richland                      | Village | 1814  | 4 822            |
| Liberty Center         | Henry                         | Village | 1840  | 1 180            |
| Lima                   | Allen                         | Ville   | 1831  | 38 771           |
| Limaville              | Stark                         | Village | 1832  | 151              |
| Lincoln Heights        | Hamilton                      | Village | 1946  | 3 286            |
| Lindsey                | Sandusky                      | Village | 1883  | 446              |
| Linndale               | Cuyahoga                      | Village | 1902  | 179              |
| Lisbon                 | Columbiana                    | Village | 1825  | 2 821            |
| Lithopolis             | Fairfield                     | Village | 1836  | 1 106            |
| Lockbourne             | Franklin                      | Village | 1901  | 237              |
| Lockington             | Shelby                        | Village | 1851  | 141              |
| Lockland               | Hamilton                      | Village | 1849  | 3 449            |
| Lodi                   | Medina                        | Village | 1891  | 2 746            |
| Logan                  | Hocking                       | Ville   | 1839  | 7 152            |
| London                 | Madison                       | Ville   | 1811  | 9 904            |
| Lorain                 | Lorain                        | Ville   | 1874  | 64 097           |
| Lordstown              | Trumbull                      | Village | 1975  | 3 417            |
| Lore City              | Guernsey                      | Village | 1904  | 325              |
| Loudonville            | Ashland, Holmes               | Village | 1850  | 2 641            |
| Louisville             | Stark                         | Ville   | 1872  | 9 186            |
| Loveland               | Clermont, Hamilton, Warren    | Ville   | 1876  | 12 081           |
| Lowell                 | Washington                    | Village | 1850  | 549              |
| Lowellville            | Mahoning                      | Village | 1890  | 1 155            |
| Lower Salem            | Washington                    | Village | 1812  | 86               |
| Lucas                  | Richland                      | Village | 1836  | 615              |
| Luckey                 | Wood                          | Village | 1942  | 1 012            |
| Ludlow Falls           | Miami                         | Village | 1910  | 208              |
| Lynchburg              | Clinton, Highland             | Village | 1851  | 1 499            |
| Lyndhurst              | Cuyahoga                      | Ville   | 1951  | 14 001           |
| Lyons                  | Fulton                        | Village | 1900  | 562              |
| Macedonia              | Summit                        | Ville   | 1905  | 11 188           |
| Macksburg              | Washington                    | Village | 1861  | 186              |
| Madeira                | Hamilton                      | Ville   | 1959  | 8 726            |
| Madison                | Lake                          | Village | 1867  | 3 184            |
| Magnetic Springs       | Union                         | Village | 1883  | 268              |
| Magnolia               | Carroll, Stark                | Village | 1834  | 978              |
| Maineville             | Warren                        | Village | 1851  | 975              |
| Malinta                | Henry                         | Village | 1891  | 265              |
| Malta                  | Morgan                        | Village | 1816  | 671              |
| Malvern                | Carroll                       | Village | 1869  | 1 189            |
| Manchester             | Adams                         | Village | 1850  | 2 023            |
| Mansfield              | Richland                      | Ville   | 1828  | 47 821           |
| Mantua                 | Portage                       | Village | 1898  | 1 043            |
| Maple Heights          | Cuyahoga                      | Ville   | 1932  | 23 138           |
| Marble Cliff           | Franklin                      | Village | 1901  | 573              |
| Marblehead             | Ottawa                        | Village | 1891  | 903              |
| Marengo                | Morrow                        | Village | 1886  | 342              |
| Mariemont              | Hamilton                      | Village | 1941  | 3 403            |
| Marietta               | Washington                    | Ville   | 1851  | 14 085           |
| Marion                 | Marion                        | Ville   | 1890  | 36 837           |
| Marseilles             | Wyandot                       | Village | 1866  | 112              |
| Marshallville          | Wayne                         | Village | 1817  | 756              |
| Martins Ferry          | Belmont                       | Ville   | 1865  | 6 915            |
| Martinsburg            | Knox                          | Village | 1871  | 237              |
| Martinsville           | Clinton                       | Village | 1835  | 463              |
| Marysville             | Union                         | Ville   | 1838  | 22 094           |
| Mason                  | Warren                        | Ville   | 1815  | 30 712           |
| Massillon              | Stark                         | Ville   | 1868  | 32 149           |
| Matamoras              | Washington                    | Village | 1861  | 896              |
| Maumee                 | Lucas                         | Ville   | 1838  | 14 286           |
| Mayfield               | Cuyahoga                      | Village | 1921  | 3 460            |
| Mayfield Heights       | Cuyahoga                      | Ville   | 1951  | 19 155           |
| McArthur               | Vinton                        | Village | 1878  | 1 701            |
| McClure                | Henry                         | Village | 1886  | 725              |
| McComb                 | Hancock                       | Village | 1848  | 1 648            |
| McConnelsville         | Morgan                        | Village | 1817  | 1 784            |
| McDonald               | Trumbull                      | Village | 1918  | 3 263            |
| McGuffey               | Hardin                        | Village | 1896  | 501              |
| Mechanicsburg          | Champaign                     | Village | 1839  | 1 644            |
| Medina                 | Medina                        | Ville   | 1952  | 26 678           |
| Melrose                | Paulding                      | Village | 1888  | 275              |
| Mendon                 | Mercer                        | Village | 1881  | 662              |
| Mentor                 | Lake                          | Ville   | 1963  | 47 159           |
| Mentor-on-the-Lake     | Lake                          | Ville   | 1924  | 7 443            |
| Metamora               | Fulton                        | Village | 1893  | 627              |
| Meyers Lake            | Stark                         | Village | 1928  | 569              |
| Miamisburg             | Montgomery                    | Ville   | 1932  | 20 181           |
| Middle Point           | Van Wert                      | Village | 1834  | 576              |
| Middleburg Heights     | Cuyahoga                      | Ville   | 1961  | 15 946           |
| Middlefield            | Geauga                        | Village | 1903  | 2 690            |
| Middleport             | Meigs                         | Village | 1855  | 2 530            |
| Middletown             | Butler                        | Ville   | 1886  | 48 694           |
| Midland                | Clinton                       | Village | 1888  | 315              |
| Midvale                | Tuscarawas                    | Village | 1925  | 754              |
| Midway                 | Madison                       | Village | 1845  | 322              |
| Mifflin                | Ashland                       | Village | 1816  | 137              |
| Milan                  | Erie, Huron                   | Village | 1833  | 1 367            |
| Milford                | Clermont                      | Ville   | 1888  | 6 709            |
| Milford Center         | Union                         | Village | 1853  | 792              |
| Millbury               | Wood                          | Village | 1875  | 1 200            |
| Milledgeville          | Fayette                       | Village | 1885  | 112              |
| Miller City            | Putnam                        | Village | 1891  | 137              |
| Millersburg            | Holmes                        | Village | 1835  | 3 025            |
| Millersport            | Fairfield                     | Village | 1917  | 1 044            |
| Millville              | Butler                        | Village | 1923  | 708              |
| Milton Center          | Wood                          | Village | 1864  | 144              |
| Miltonsburg            | Monroe                        | Village | 1850  | 43               |
| Mineral City           | Tuscarawas                    | Village | 1882  | 727              |
| Minerva                | Carroll, Columbiana, Stark    | Village | 1876  | 3 720            |
| Minerva Park           | Franklin                      | Village | 1940  | 1 272            |
| Mingo Junction         | Jefferson                     | Village | 1882  | 3 454            |
| Minster                | Auglaize                      | Village | 1832  | 2 805            |
| Mogadore               | Portage, Summit               | Village | 1900  | 3 853            |
| Monroe                 | Butler, Warren                | Ville   | 1907  | 12 442           |
| Monroeville            | Huron                         | Village | 1868  | 1 400            |
| Montezuma              | Mercer                        | Village | 1894  | 165              |
| Montgomery             | Hamilton                      | Ville   | 1910  | 10 251           |
| Montpelier             | Williams                      | Village | 1845  | 4 072            |
| Moraine                | Montgomery                    | Ville   | 1957  | 6 307            |
| Moreland Hills         | Cuyahoga                      | Village | 1929  | 3 320            |
| Morral                 | Marion                        | Village | 1904  | 399              |
| Morristown             | Belmont                       | Village | 1802  | 303              |
| Morrow                 | Warren                        | Village | 1849  | 1 188            |
| Moscow                 | Clermont                      | Village | 1887  | 185              |
| Mount Blanchard        | Hancock                       | Village | 1830  | 492              |
| Mount Cory             | Hancock                       | Village | 1872  | 204              |
| Mount Eaton            | Wayne                         | Village | 1864  | 241              |
| Mount Gilead           | Morrow                        | Village | 1839  | 3 660            |
| Mount Healthy          | Hamilton                      | Ville   | 1817  | 6 098            |
| Mount Orab             | Brown                         | Village | 1888  | 3 664            |
| Mount Pleasant         | Jefferson                     | Village | 1814  | 478              |
| Mount Sterling         | Madison                       | Village | 1845  | 1 782            |
| Mount Vernon           | Knox                          | Ville   | 1880  | 16 990           |
| Mount Victory          | Hardin                        | Village | 1851  | 627              |
| Mowrystown             | Highland                      | Village | 1906  | 360              |
| Munroe Falls           | Summit                        | Ville   | 1921  | 5 012            |
| Murray City            | Hocking                       | Village | 1891  | 449              |
| Mutual                 | Champaign                     | Village | 1869  | 104              |
| Napoleon               | Henry                         | Ville   | 1863  | 8 749            |
| Nashville              | Holmes                        | Village | 1881  | 197              |
| Navarre                | Stark                         | Village | 1872  | 1 957            |
| Nellie                 | Coshocton                     | Village | 1903  | 131              |
| Nelsonville            | Athens                        | Ville   | 1871  | 5 392            |
| Nevada                 | Wyandot                       | Village | 1866  | 760              |
| Neville                | Clermont                      | Village | 1812  | 100              |
| New Albany             | Franklin, Licking             | Ville   | 1837  | 7 724            |
| New Alexandria         | Jefferson                     | Village | 1871  | 272              |
| New Athens             | Harrison                      | Village | 1858  | 320              |
| New Bavaria            | Henry                         | Village | 1940  | 99               |
| New Bloomington        | Marion                        | Village | 1875  | 515              |
| New Boston             | Scioto                        | Village | 1906  | 2 272            |
| New Bremen             | Auglaize                      | Village | 1832  | 2 978            |
| New Carlisle           | Clark                         | Ville   | 1971  | 5 785            |
| New Concord            | Muskingum                     | Village | 1838  | 2 491            |
| New Franklin           | Summit                        | Ville   | 2005  | 14 227           |
| New Holland            | Fayette, Pickaway             | Village | 1834  | 801              |
| New Knoxville          | Auglaize                      | Village | 1936  | 879              |
| New Lebanon            | Montgomery                    | Village | 1878  | 3 995            |
| New Lexington          | Perry                         | Village | 1980  | 4 731            |
| New London             | Huron                         | Village | 1853  | 2 461            |
| New Madison            | Darke                         | Village | 1845  | 892              |
| New Miami              | Butler                        | Village | 1928  | 2 249            |
| New Middletown         | Mahoning                      | Village | 1913  | 1 621            |
| New Paris              | Preble                        | Village | 1832  | 1 629            |
| New Philadelphia       | Tuscarawas                    | Ville   | 1833  | 17 288           |
| New Richmond           | Clermont                      | Village | 1814  | 2 582            |
| New Riegel             | Seneca                        | Village | 1883  | 249              |
| New Straitsville       | Perry                         | Village | 1870  | 722              |
| New Vienna             | Clinton                       | Village | 1815  | 1 224            |
| New Washington         | Crawford                      | Village | 1874  | 967              |
| New Waterford          | Columbiana                    | Village | 1900  | 1 238            |
| New Weston             | Darke                         | Village | 1904  | 136              |
| Newark                 | Licking                       | Ville   | 1826  | 47 573           |
| Newburgh Heights       | Cuyahoga                      | Village | 1905  | 2 167            |
| Newcomerstown          | Tuscarawas                    | Village | 1868  | 3 822            |
| Newton Falls           | Trumbull                      | Village | 1872  | 4 795            |
| Newtonsville           | Clermont                      | Village | 1908  | 392              |
| Newtown                | Hamilton                      | Village | 1904  | 2 672            |
| Ney                    | Defiance                      | Village | 1889  | 354              |
| Niles                  | Trumbull                      | Ville   | 1894  | 19 266           |
| North Baltimore        | Wood                          | Village | 1876  | 3 432            |
| North Bend             | Hamilton                      | Village | 1790  | 857              |
| North Canton           | Stark                         | Ville   | 1960  | 17 488           |
| North College Hill     | Hamilton                      | Ville   | 1941  | 9 397            |
| North Fairfield        | Huron                         | Village | 1939  | 560              |
| North Hampton          | Clark                         | Village | 1925  | 478              |
| North Kingsville       | Ashtabula                     | Village | 1913  | 2 923            |
| North Lewisburg        | Champaign                     | Village | 1844  | 1 490            |
| North Olmsted          | Cuyahoga                      | Ville   | 1815  | 32 718           |
| North Perry            | Lake                          | Village | 1924  | 893              |
| North Randall          | Cuyahoga                      | Village | 1905  | 1 027            |
| North Ridgeville       | Lorain                        | Ville   | 1960  | 29 465           |
| North Robinson         | Crawford                      | Village | 1834  | 205              |
| North Royalton         | Cuyahoga                      | Ville   | 1927  | 30 444           |
| North Star             | Darke                         | Village | 1941  | 236              |
| Northfield             | Summit                        | Village | 1903  | 3 677            |
| Northwood              | Wood                          | Ville   | 1981  | 5 265            |
| Norton                 | Summit                        | Ville   | 1961  | 12 085           |
| Norwalk                | Huron                         | Ville   | 1828  | 17 012           |
| Norwich                | Muskingum                     | Village | 1838  | 102              |
| Norwood                | Hamilton                      | Ville   | 1903  | 19 207           |
| Oak Harbor             | Ottawa                        | Village | 1871  | 2 759            |
| Oak Hill               | Jackson                       | Village | 1873  | 1 551            |
| Oakwood                | Cuyahoga                      | Village | 1951  | 3 667            |
| Oakwood                | Montgomery                    | Ville   | 1908  | 9 202            |
| Oakwood                | Paulding                      | Village | 1883  | 608              |
| Oberlin                | Lorain                        | Ville   | 1846  | 8 286            |
| Obetz                  | Franklin                      | Village | 1928  | 4 532            |
| Octa                   | Fayette                       | Village | 1896  | 59               |
| Ohio City              | Van Wert                      | Village | 1884  | 705              |
| Old Washington         | Guernsey                      | Village | 1805  | 279              |
| Olmsted Falls          | Cuyahoga                      | Ville   | 1814  | 9 024            |
| Ontario                | Richland                      | Ville   | 1958  | 6 225            |
| Orange                 | Cuyahoga                      | Village | 1929  | 3 323            |
| Orangeville            | Trumbull                      | Village | 1868  | 197              |
| Oregon                 | Lucas                         | Ville   | 1957  | 20 291           |
| Orrville               | Wayne                         | Ville   | 1864  | 8 380            |
| Orwell                 | Ashtabula                     | Village | 1920  | 1 660            |
| Osgood                 | Darke                         | Village | 1883  | 302              |
| Ostrander              | Delaware                      | Village | 1876  | 643              |
| Ottawa                 | Putnam                        | Village | 1834  | 4 517            |
| Ottawa Hills           | Lucas                         | Village | 1925  | 4 460            |
| Ottoville              | Putnam                        | Village | 1845  | 976              |
| Otway                  | Scioto                        | Village | 1891  | 87               |
| Owensville             | Clermont                      | Village | 1867  | 794              |
| Oxford                 | Butler                        | Ville   | 1830  | 21 371           |
| Painesville            | Lake                          | Ville   | 1832  | 19 563           |
| Palestine              | Darke                         | Village | 1879  | 200              |
| Pandora                | Putnam                        | Village | 1832  | 1 153            |
| Parma                  | Cuyahoga                      | Ville   | 1932  | 81 601           |
| Parma Heights          | Cuyahoga                      | Ville   | 1956  | 20 718           |
| Parral                 | Tuscarawas                    | Village | 1929  | 218              |
| Pataskala              | Licking                       | Ville   | 1892  | 14 962           |
| Patterson              | Hardin                        | Village | 1861  | 139              |
| Paulding               | Paulding                      | Village | 1874  | 3 605            |
| Payne                  | Paulding                      | Village | 1872  | 1 194            |
| Peebles                | Adams                         | Village | 1886  | 1 782            |
| Pemberville            | Wood                          | Village | 1876  | 1 371            |
| Peninsula              | Summit                        | Village | 1859  | 565              |
| Pepper Pike            | Cuyahoga                      | Ville   | 1924  | 5 979            |
| Perry                  | Lake                          | Village | 1914  | 1 663            |
| Perrysburg             | Wood                          | Ville   | 1833  | 20 623           |
| Perrysville            | Ashland                       | Village | 1844  | 735              |
| Phillipsburg           | Montgomery                    | Village | 1899  | 557              |
| Philo                  | Muskingum                     | Village | 1886  | 733              |
| Pickerington           | Fairfield, Franklin           | Ville   | 1815  | 18 291           |
| Piketon                | Pike                          | Village | 1838  | 2 181            |
| Pioneer                | Williams                      | Village | 1956  | 1 380            |
| Piqua                  | Miami                         | Ville   | 1823  | 20 522           |
| Pitsburg               | Darke                         | Village | 1909  | 388              |
| Plain City             | Madison, Union                | Village | 1842  | 4 225            |
| Plainfield             | Coshocton                     | Village | 1878  | 157              |
| Pleasant City          | Guernsey                      | Village | 1897  | 447              |
| Pleasant Hill          | Miami                         | Village | 1866  | 1 200            |
| Pleasant Plain         | Warren                        | Village | 1915  | 154              |
| Pleasantville          | Fairfield                     | Village | 1886  | 960              |
| Plymouth               | Huron, Richland               | Village | 1848  | 1 857            |
| Poland                 | Mahoning                      | Village | 1865  | 2 555            |
| Polk                   | Ashland                       | Village | 1872  | 336              |
| Pomeroy                | Meigs                         | Village | 1840  | 1 852            |
| Port Clinton           | Ottawa                        | Ville   | 1828  | 6 056            |
| Port Jefferson         | Shelby                        | Village | 1842  | 371              |
| Port Washington        | Tuscarawas                    | Village | 1832  | 569              |
| Port William           | Clinton                       | Village | 1918  | 254              |
| Portage                | Wood                          | Village | 1893  | 438              |
| Portsmouth             | Scioto                        | Ville   | 1803  | 20 226           |
| Potsdam                | Miami                         | Village | 1886  | 288              |
| Powell                 | Delaware                      | Ville   | 1947  | 11 500           |
| Powhatan Point         | Belmont                       | Village | 1892  | 1 592            |
| Proctorville           | Lawrence                      | Village | 1878  | 574              |
| Prospect               | Marion                        | Village | 1871  | 1 112            |
| Put-in-Bay             | Ottawa                        | Village | 1877  | 138              |
| Quaker City            | Guernsey                      | Village | 1872  | 502              |
| Quincy                 | Logan                         | Village | 1839  | 706              |
| Racine                 | Meigs                         | Village | 1841  | 675              |
| Rarden                 | Scioto                        | Village | 1886  | 159              |
| Ravenna                | Portage                       | Ville   | 1853  | 11 724           |
| Rawson                 | Hancock                       | Village | 1855  | 570              |
| Rayland                | Jefferson                     | Village | 1938  | 417              |
| Reading                | Hamilton                      | Ville   | 1851  | 10 385           |
| Reminderville          | Summit                        | Village | 1955  | 3 404            |
| Rendville              | Perry                         | Village | 1882  | 36               |
| Republic               | Seneca                        | Village | 1850  | 549              |
| Reynoldsburg           | Fairfield, Franklin, Licking  | Ville   | 1839  | 35 893           |
| Richfield              | Summit                        | Village | 1967  | 3 648            |
| Richmond               | Jefferson                     | Village | 1835  | 481              |
| Richmond Heights       | Cuyahoga                      | Ville   | 1917  | 10 546           |
| Richwood               | Union                         | Village | 1832  | 2 229            |
| Ridgeway               | Hardin, Logan                 | Village | 1858  | 338              |
| Rio Grande             | Gallia                        | Village | 1935  | 830              |
| Ripley                 | Brown                         | Village | 1812  | 1 750            |
| Risingsun              | Wood                          | Village | 1874  | 606              |
| Rittman                | Wayne                         | Ville   | 1960  | 6 491            |
| Riverlea               | Franklin                      | Village | 1939  | 545              |
| Riverside              | Montgomery                    | Ville   | 1994  | 25 201           |
| Roaming Shores         | Ashtabula                     | Village | 1979  | 1 508            |
| Rochester              | Lorain                        | Village | 1884  | 182              |
| Rock Creek             | Ashtabula                     | Village | 1849  | 529              |
| Rockford               | Mercer                        | Village | 1820  | 1 120            |
| Rocky Ridge            | Ottawa                        | Village | 1881  | 417              |
| Rocky River            | Cuyahoga                      | Ville   | 1930  | 20 213           |
| Rogers                 | Columbiana                    | Village | 1895  | 237              |
| Rome                   | Adams                         | Village | 1887  | 94               |
| Roseville              | Muskingum, Perry              | Village | 1840  | 1 852            |
| Rossburg               | Darke                         | Village | 1888  | 201              |
| Rossford               | Wood                          | Ville   | 1939  | 6 293            |
| Roswell                | Tuscarawas                    | Village | 1907  | 219              |
| Rushsylvania           | Logan                         | Village | 1850  | 516              |
| Rushville              | Fairfield                     | Village | 1871  | 302              |
| Russells Point         | Logan                         | Village | 1927  | 1 391            |
| Russellville           | Brown                         | Village | 1854  | 561              |
| Russia                 | Shelby                        | Village | 1969  | 640              |
| Rutland                | Meigs                         | Village | 1913  | 393              |
| Sabina                 | Clinton                       | Village | 1860  | 2 564            |
| St. Bernard            | Hamilton                      | Village | 1912  | 4 368            |
| St. Clairsville        | Belmont                       | Ville   | 1807  | 5 184            |
| St. Henry              | Mercer                        | Village | 1901  | 2 427            |
| St. Louisville         | Licking                       | Village | 1839  | 373              |
| St. Marys              | Auglaize                      | Ville   | 1834  | 8 332            |
| St. Paris              | Champaign                     | Village | 1859  | 2 089            |
| Salem                  | Columbiana                    | Ville   | 1806  | 12 303           |
| Salesville             | Guernsey                      | Village | 1878  | 129              |
| Salineville            | Columbiana                    | Village | 1848  | 1 311            |
| Sandusky               | Erie                          | Ville   | 1824  | 25 793           |
| Sarahsville            | Noble                         | Village | 1860  | 166              |
| Sardinia               | Brown                         | Village | 1907  | 980              |
| Savannah               | Ashland                       | Village | 1845  | 413              |
| Scio                   | Harrison                      | Village | 1836  | 763              |
| Scott                  | Paulding, Van Wert            | Village | 1887  | 286              |
| Seaman                 | Adams                         | Village | 1912  | 944              |
| Sebring                | Mahoning                      | Village | 1899  | 4 420            |
| Senecaville            | Guernsey                      | Village | 1815  | 457              |
| Seven Hills            | Cuyahoga                      | Ville   | 1928  | 11 804           |
| Seven Mile             | Butler                        | Village | 1875  | 751              |
| Seville                | Medina                        | Village | 1853  | 2 296            |
| Shadyside              | Belmont                       | Village | 1913  | 3 785            |
| Shaker Heights         | Cuyahoga                      | Ville   | 1928  | 28 448           |
| Sharonville            | Butler, Hamilton              | Ville   | 1910  | 13 560           |
| Shawnee                | Perry                         | Village | 1874  | 655              |
| Shawnee Hills          | Delaware                      | Village | 1941  | 681              |
| Sheffield              | Lorain                        | Village | 1815  | 3 982            |
| Sheffield Lake         | Lorain                        | Ville   | 1920  | 9 137            |
| Shelby                 | Richland                      | Ville   | 1834  | 9 317            |
| Sherrodsville          | Carroll                       | Village | 1888  | 304              |
| Sherwood               | Defiance                      | Village | 1890  | 827              |
| Shiloh                 | Richland                      | Village | 1863  | 649              |
| Shreve                 | Wayne                         | Village | 1859  | 1 514            |
| Sidney                 | Shelby                        | Ville   | 1834  | 21 229           |
| Silver Lake            | Summit                        | Village | 1918  | 2 519            |
| Silverton              | Hamilton                      | Village | 1884  | 4 788            |
| Sinking Spring         | Highland                      | Village | 1894  | 133              |
| Smithfield             | Jefferson                     | Village | 1798  | 869              |
| Smithville             | Wayne                         | Village | 1888  | 1 252            |
| Solon                  | Cuyahoga                      | Ville   | 1820  | 23 348           |
| Somerset               | Perry                         | Village | 1807  | 1 481            |
| Somerville             | Butler                        | Village | 1835  | 281              |
| South Amherst          | Lorain                        | Village | 1919  | 1 688            |
| South Bloomfield       | Pickaway                      | Village | 1804  | 1 744            |
| South Charleston       | Clark                         | Village | 1833  | 1 693            |
| South Euclid           | Cuyahoga                      | Ville   | 1941  | 22 295           |
| South Lebanon          | Warren                        | Village | 1847  | 4 115            |
| South Point            | Lawrence                      | Village | 1888  | 3 958            |
| South Russell          | Geauga                        | Village | 1923  | 3 819            |
| South Salem            | Ross                          | Village | 1942  | 204              |
| South Solon            | Madison                       | Village | 1842  | 355              |
| South Vienna           | Clark                         | Village | 1910  | 384              |
| South Webster          | Scioto                        | Village | 1887  | 866              |
| South Zanesville       | Muskingum                     | Village | 1890  | 1 989            |
| Sparta                 | Morrow                        | Village | 1869  | 161              |
| Spencer                | Medina                        | Village | 1832  | 753              |
| Spencerville           | Allen                         | Village | 1867  | 2 223            |
| Spring Valley          | Greene                        | Village | 1850  | 479              |
| Springboro             | Montgomery, Warren            | Ville   | 1815  | 17 409           |
| Springdale             | Hamilton                      | Ville   | 1959  | 11 223           |
| Springfield            | Clark                         | Ville   | 1850  | 60 608           |
| Stafford               | Monroe                        | Village | 1904  | 81               |
| Steubenville           | Jefferson                     | Ville   | 1851  | 18 659           |
| Stockport              | Morgan                        | Village | 1834  | 503              |
| Stone Creek            | Tuscarawas                    | Village | 1854  | 177              |
| Stoutsville            | Fairfield                     | Village | 1968  | 560              |
| Stow                   | Summit                        | Ville   | 1960  | 34 837           |
| Strasburg              | Tuscarawas                    | Village | 1893  | 2 608            |
| Stratton               | Jefferson                     | Village | 1912  | 294              |
| Streetsboro            | Portage                       | Ville   | 1971  | 16 028           |
| Strongsville           | Cuyahoga                      | Ville   | 1818  | 44 750           |
| Struthers              | Mahoning                      | Ville   | 1800  | 10 713           |
| Stryker                | Williams                      | Village | 1853  | 1 335            |
| Sugar Bush Knolls      | Portage                       | Village | 1964  | 177              |
| Sugar Grove            | Fairfield                     | Village | 1930  | 426              |
| Sugarcreek             | Tuscarawas                    | Village | 1899  | 2 220            |
| Summerfield            | Noble                         | Village | 1871  | 254              |
| Summitville            | Columbiana                    | Village | 1942  | 135              |
| Sunbury                | Delaware                      | Village | 1816  | 4 389            |
| Swanton                | Fulton, Lucas                 | Village | 1883  | 3 690            |
| Sycamore               | Wyandot                       | Village | 1883  | 861              |
| Sylvania               | Lucas                         | Ville   | 1961  | 18 971           |
| Syracuse               | Meigs                         | Village | 1924  | 826              |
| Tallmadge              | Portage, Summit               | Ville   | 1951  | 17 537           |
| Tarlton                | Pickaway                      | Village | 1931  | 282              |
| Terrace Park           | Hamilton                      | Village | 1893  | 2 251            |
| Thornville             | Perry                         | Village | 1873  | 991              |
| Thurston               | Fairfield                     | Village | 1913  | 604              |
| Tiffin                 | Seneca                        | Ville   | 1817  | 17 963           |
| Tiltonsville           | Jefferson                     | Village | 1886  | 1 372            |
| Timberlake             | Lake                          | Village | 1947  | 675              |
| Tipp City              | Miami                         | Ville   | 1841  | 9 689            |
| Tiro                   | Crawford                      | Village | 1890  | 280              |
| Toledo                 | Lucas                         | Ville   | 1837  | 279 789          |
| Tontogany              | Wood                          | Village | 1875  | 367              |
| Toronto                | Jefferson                     | Ville   | 1887  | 5 091            |
| Tremont City           | Clark                         | Village | 1918  | 375              |
| Trenton                | Butler                        | Ville   | 1971  | 11 869           |
| Trimble                | Athens                        | Village | 1840  | 390              |
| Trotwood               | Montgomery                    | Ville   | 1901  | 24 431           |
| Troy                   | Miami                         | Ville   | 1814  | 25 058           |
| Tuscarawas             | Tuscarawas                    | Village | 1881  | 1 056            |
| Twinsburg              | Summit                        | Ville   | 1955  | 18 795           |
| Uhrichsville           | Tuscarawas                    | Ville   | 1890  | 5 413            |
| Union                  | Miami, Montgomery             | Ville   | 1982  | 6 419            |
| Union City             | Darke                         | Village | 1863  | 1 666            |
| Unionville Center      | Union                         | Village | 1867  | 233              |
| University Heights     | Cuyahoga                      | Ville   | 1942  | 13 539           |
| Upper Arlington        | Franklin                      | Ville   | 1918  | 33 771           |
| Upper Sandusky         | Wyandot                       | Ville   | 1848  | 6 596            |
| Urbana                 | Champaign                     | Ville   | 1868  | 11 793           |
| Urbancrest             | Franklin                      | Village | 1948  | 960              |
| Utica                  | Knox, Licking                 | Village | 1930  | 2 132            |
| Valley Hi              | Logan                         | Village | 1967  | 212              |
| Valley View            | Cuyahoga                      | Village | 1919  | 2 034            |
| Valleyview             | Franklin                      | Village | 1940  | 620              |
| Van Buren              | Hancock                       | Village | 1833  | 328              |
| Van Wert               | Van Wert                      | Ville   | 1835  | 10 846           |
| Vandalia               | Montgomery                    | Ville   | 1848  | 15 246           |
| Vanlue                 | Hancock                       | Village | 1878  | 359              |
| Venedocia              | Van Wert                      | Village | 1898  | 124              |
| Vermilion              | Erie, Lorain                  | Ville   | 1961  | 10 594           |
| Verona                 | Montgomery, Preble            | Village | 1852  | 494              |
| Versailles             | Darke                         | Village | 1814  | 2 687            |
| Vinton                 | Gallia                        | Village | 1882  | 222              |
| Wadsworth              | Medina                        | Ville   | 1931  | 21 567           |
| Waite Hill             | Lake                          | Village | 1928  | 471              |
| Wakeman                | Huron                         | Village | 1922  | 1 047            |
| Walbridge              | Wood                          | Village | 1913  | 3 019            |
| Waldo                  | Marion                        | Village | 1845  | 338              |
| Walton Hills           | Cuyahoga                      | Village | 1951  | 2 281            |
| Wapakoneta             | Auglaize                      | Ville   | 1841  | 9 867            |
| Warren                 | Trumbull                      | Ville   | 1869  | 41 557           |
| Warrensville Heights   | Cuyahoga                      | Ville   | 1957  | 13 542           |
| Warsaw                 | Coshocton                     | Village | 1882  | 682              |
| Washington Court House | Fayette                       | Ville   | 1831  | 14 192           |
| Washingtonville        | Columbiana, Mahoning          | Village | 1848  | 801              |
| Waterville             | Lucas                         | Ville   | 1832  | 5 523            |
| Wauseon                | Fulton                        | Ville   | 1857  | 7 332            |
| Waverly                | Pike                          | Village | 1842  | 4 408            |
| Wayne                  | Wood                          | Village | 1865  | 887              |
| Wayne Lakes            | Darke                         | Village | 1980  | 718              |
| Waynesburg             | Stark                         | Village | 1872  | 923              |
| Waynesfield            | Auglaize                      | Village | 1888  | 847              |
| Waynesville            | Warren                        | Village | 1837  | 2 834            |
| Wellington             | Lorain                        | Village | 1885  | 4 802            |
| Wellston               | Jackson                       | Ville   | 1873  | 5 663            |
| Wellsville             | Columbiana                    | Village | 1833  | 3 541            |
| West Alexandria        | Preble                        | Village | 1836  | 1 340            |
| West Carrollton        | Montgomery                    | Ville   | 1967  | 13 143           |
| West Elkton            | Preble                        | Village | 1856  | 197              |
| West Farmington        | Trumbull                      | Village | 1887  | 499              |
| West Jefferson         | Madison                       | Village | 1834  | 4 222            |
| West Lafayette         | Coshocton                     | Village | 1903  | 2 321            |
| West Leipsic           | Putnam                        | Village | 1882  | 206              |
| West Liberty           | Logan                         | Village | 1834  | 1 805            |
| West Manchester        | Preble                        | Village | 1883  | 474              |
| West Mansfield         | Logan                         | Village | 1878  | 682              |
| West Millgrove         | Wood                          | Village | 1875  | 174              |
| West Milton            | Miami                         | Village | 1807  | 4 630            |
| West Rushville         | Fairfield                     | Village | 1842  | 134              |
| West Salem             | Wayne                         | Village | 1865  | 1 464            |
| West Union             | Adams                         | Village | 1859  | 3 241            |
| West Unity             | Williams                      | Village | 1866  | 1 671            |
| Westerville            | Delaware, Franklin            | Ville   | 1858  | 36 120           |
| Westfield Center       | Medina                        | Village | 1908  | 1 115            |
| Westlake               | Cuyahoga                      | Ville   | 1940  | 32 729           |
| Weston                 | Wood                          | Village | 1854  | 1 590            |
| Wharton                | Wyandot                       | Village | 1879  | 358              |
| Whitehall              | Franklin                      | Ville   | 1947  | 18 062           |
| Whitehouse             | Lucas                         | Village | 1864  | 4 149            |
| Wickliffe              | Lake                          | Ville   | 1953  | 12 750           |
| Wilkesville            | Vinton                        | Village | 1850  | 149              |
| Willard                | Huron                         | Ville   | 1959  | 6 236            |
| Williamsburg           | Clermont                      | Village | 1840  | 2 490            |
| Williamsport           | Pickaway                      | Village | 1842  | 1 023            |
| Willoughby             | Lake                          | Ville   | 1853  | 22 268           |
| Willoughby Hills       | Lake                          | Ville   | 1954  | 9 485            |
| Willowick              | Lake                          | Ville   | 1957  | 14 171           |
| Willshire              | Van Wert                      | Village | 1822  | 39               |
| Wilmington             | Clinton                       | Ville   | 1828  | 12 520           |
| Wilmot                 | Stark                         | Village | 1836  | 304              |
| Wilson                 | Belmont, Monroe               | Village | 1957  | 125              |
| Winchester             | Adams                         | Village | 1864  | 1 051            |
| Windham                | Portage                       | Village | 1892  | 2 209            |
| Wintersville           | Jefferson                     | Village | 1947  | 3 924            |
| Woodlawn               | Hamilton                      | Village | 1941  | 3 294            |
| Woodmere               | Cuyahoga                      | Village | 1945  | 884              |
| Woodsfield             | Monroe                        | Village | 1835  | 2 384            |
| Woodstock              | Champaign                     | Village | 1870  | 305              |
| Woodville              | Sandusky                      | Village | 1836  | 2 135            |
| Wooster                | Wayne                         | Ville   | 1808  | 26 119           |
| Worthington            | Franklin                      | Ville   | 1835  | 13 575           |
| Wren                   | Van Wert                      | Village | 1883  | 194              |
| Wyoming                | Hamilton                      | Ville   | 1874  | 8 428            |
| Xenia                  | Greene                        | Ville   | 1817  | 25 719           |
| Yankee Lake            | Trumbull                      | Village | 1931  | 79               |
| Yellow Springs         | Greene                        | Village | 1949  | 3 487            |
| Yorkshire              | Darke                         | Village | 1901  | 96               |
| Yorkville              | Belmont, Jefferson            | Village | 1916  | 1 079            |
| Youngstown             | Mahoning                      | Ville   | 1850  | 65 184           |
| Zaleski                | Vinton                        | Village | 1880  | 278              |
| Zanesfield             | Logan                         | Village | 1867  | 197              |
| Zanesville             | Muskingum                     | Ville   | 1797  | 25 487           |
| Zoar                   | Tuscarawas                    | Village | 1884  | 169              |